# 변수분리형 방정식
변수분리형 방정식(separable equation)은 상미분방정식의 일종이다.
{\displaystyle g(y)y'=f\left(x\right)}
는 아래와 같이 대수적 조작을 통해 변환할 수 있다.
{\displaystyle g\left(y\right)dy=f\left(x\right)dx}
위의 식을 변수분리형방정식이라 하고, 양변을 적분하면 값을 손쉽게 구할 수 있다.
{\displaystyle \int _{}^{}{g\left(y\right)dy=\int _{}^{}{f\left(x\right)dx+c}}}

## 참고도서
Kreyszig, Erwin (1999). 《Advanced Engineering Mathematics 8th ed.》. John Wiley & Sons, INC. ISBN 0-471-15496-2.